# Samantha Sang
Samantha Sang, właściwie Cheryl Gray (ur. 5 sierpnia 1953 w Melbourne) – australijska piosenkarka.
Popularność w rodzinnej Australii zdobyła w wieku 15 lat dzięki piosence „You Made Me What I Am”. Po wyjeździe do Wielkiej Brytanii występowała z zespołami Herman’s Hermits, The Hollies oraz the Bee Gees. Barry Gibb, muzyk Bee Gees, napisał specjalnie dla niej piosenkę „The Love Of A Woman”, która zdobyła sporą popularność w Europie.
W połowie lat 70. XX wieku przyjęła pseudonim Samantha Sang i wyjechała do Stanów Zjednoczonych.
W 2007 wydała nowy album And the World Listened, dostępny m.in. na jej oficjalnej stronie internetowej.